# Data rhabdochlaena
Data rhabdochlaena là một loài bướm đêm trong họ Noctuidae.